# Justicia montis-salinarum
Justicia montis-salinarum är en akantusväxtart som beskrevs av Adrianus Dirk Jacob Meeuse. Justicia montis-salinarum ingår i släktet Justicia och familjen akantusväxter. Inga underarter finns listade i Catalogue of Life.